# Franciszek Maroń
Franciszek Maroń (ur. 28 marca 1904 w Kielczy, zm. 31 stycznia 1984 w Mysłowicach-Brzęczkowicach) – ksiądz katolicki, historyk Kościoła na Górnym Śląsku.
W latach 1924–1929 studiował na wydziale teologicznym Uniwersytetu Jagiellońskiego i Śląskim Seminarium Duchownym w Krakowie. 26 czerwca 1929 roku przyjął święcenia kapłańskie. Jako duszpasterz pracował od 1929 roku w  Bielszowicach i Lipinach, a w latach 1929–1931 w Bielsku. Od września 1931 roku  był notariuszem Sądu Biskupiego w Katowicach. W latach 1934–1939 zajmował się redagowaniem „Wiadomości Diecezjalnych" (katowickie). W 1938 roku został mianowany dyrektorem  stowarzyszenia misyjnego – „Papieskie Dzieło Dziecięctwa Pana Jezusa”. Po wybuchu wojny został skierowany do Brzęczkowic z poleceniem zorganizowania tam parafii i budowy kościoła. Wybudował kościół Matki Bolesnej, poświęcony 10 kwietnia 1949 roku. W listopadzie 1952 został zmuszony przez władze administracyjne do opuszczenia Brzęczkowic. Pełnoprawnym proboszczem w Brzęczkowicach został 20 grudnia 1956 roku, to jest po ustaniu represji stalinowskich. Był dziekanem dekanatu mysłowickiego, kanonikiem kapituły katedralnej w Katowicach, redaktorem działu historycznego Śląskich Studiów Historyczno-Teologicznych. 